# Ingrid De Volder
Ingrid De Volder (Sint-Niklaas, 14 mei 1965) is een Belgische kunstschilder.

## Leven
Ze is de tweede dochter van kunstschilders Hubert De Volder en Frida Duverger. De Volder studeerde Vrije grafiek aan de Koninklijke Academie voor Schone Kunsten te Antwerpen en aan het Hoger Instituut St- Lucas te Gent. Ze studeerde portret- en modeltekenen, schilderen en pasteltekenen  aan de Stedelijke academie voor Schone kunsten te Sint-Niklaas. Ze volgde lessen keramiek aan St-Maria te Antwerpen en aan de Stedelijke academie voor Schone Kunsten te Turnhout. Ook volgde ze masterclasses keramiek bij de Koreaanse keramisten Seung-Ho Yang, Suku Park, Shin Sang-Ho in Alden Biesen en bij Hugo Rabaey in Gent.
Ingrid De Volder is lerares tekenkunst aan d’Academie beeld te Sint-Niklaas en aan de Stedelijke academie voor Schone Kunsten te Turnhout.

## Werk
Ingrid De Volder maakt levensgrote schilderijen in olieverf. Ze schildert vooral  de naakte mens naar levend model. Voor haar staat het naakte lichaam voor kwetsbaarheid en tederheid, voor schoonheid ook, voor het specifieke en het universele in elk mens.
Ze maakt ook kunstwerken in keramiek.

## Tentoonstellingen
Ze stelde tentoon in binnen- en buitenland:
- KASKA galerij te Antwerpen (1987)
- Paris-Bas bank te Antwerpen (1987)
- Sint-Lucas galerij te Gent (1988)
- Begijnhof te Leuven (1988)
- Galerij Paraf te Lebbeke (1988)
- Stedelijk Prentenkabinet te Antwerpen (1989)
- Kasteel Blauwendael te Waasmunster (1989)[6]
- ANHYP spaarbank te Belsele (1990)
- Galerij Het eeuwig leven te Antwerpen (1991)
- Galerij Ernest Verkest te Tielt (1994)
- Crematorium te Merksplas (1995)
- Cultureel Centrum te Temse (1996)
- Museum Alfons Blomme te Roeselare (1997)
- Cultureel Centrum te Oudenburg (1997)
- Galerij SASK teTurnhout (1999)
- Contemporary Flemish Art te Sint-Petersburg, Rusland (2001)[7]
- De Garage te Mechelen (2002)
- Museum Albert Van Dijck te Schilde (2002)
- Vierkante Zaal te Sint-Niklaas (2002)
- Agoria te Antwerpen (2003)
- Vierkante Zaal te Sint-Niklaas (2006)
- De Warande te Turnhout (2006)
- Cultureel Centrum te Mechelen (2007)
- Vierkante Zaal te Sint-Niklaas (2008)
- De Warande en Galerij SASK te Turnhout (2008)
- Vierkante Zaal te Sint-Niklaas (2009)
- Lineart te Gent (2010)
- Kunstenplatform BAE te Borgerhout (2023)

## Prijzen
- 1997: laureate Alfons Blommeprijs, Roeselare, Schilderkunst
- 1987: werkgroep voor plastische kunst, Antwerpen, eerste prijs schilderkunst[8]
- 1987: stadsmedaille figuurtekenen, Sint-Niklaas
- 1987: laureate CMW, Antwerpen, grafiek[9]